# Parlan
Parlan är en kommun i departementet Cantal i regionen Auvergne-Rhône-Alpes i mitten av Frankrike. Kommunen ligger  i kantonen Saint-Mamet-la-Salvetat som ligger i arrondissementet Aurillac. År 2022 hade Parlan 470 invånare.

## Befolkningsutveckling
Antalet invånare i kommunen Parlan
Referens:INSEE